# Gedore

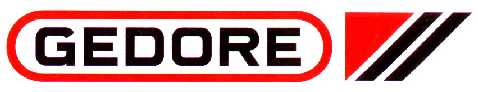
Gedore

Gedore, of de Gedore Tool Group, is een gereedschapsproducent die in 1919 is opgericht onder de naam Gedore Werkzeugfabrik Otto Dowidat KG door de drie Dowidat broers Otto, Karl en Willi. Zij zijn in hun woonplaats Remscheid (Duitsland) handgereedschap voor de industrie gaan produceren. De naam "GE-DO-RE" is een acroniem voor '"GEbrüder DOwidat REmscheid". 
in 1972 heeft Gedore  Richard Abraham Herder Solingen  oftewel Rahsol overgenomen.